# بنة خاطر
بنة خاطر (بالفارسية: بنه‌خاطر) هي قرية تقع في منطقة مركزية ريفية في إيران. يقدر عدد سكانها بـ 193 نسمة بحسب إحصاء 2016.